# Bangó Pető
Bangó Pető (Bangó Péter, Kiskunhalas, 1824. február 3. – Arad, 1853) ügyvéd, író, költő, lapszerkesztő.

## Élete
Kiskunhalason született református, gazda szülőktől. Debrecenben tanult, mikor Kovács Ágoston mellé Aradra hívták meg nevelőnek, majd ügyvéd lett. Verseket írt szabadidejében, melyből több a korabeli nagyobb országos lapokban (Regélő Pesti Divatlap, Életképek stb.) is megjelent. 
A szabadságharc alatt beállt honvédnek, majd pedig Kovács Ágoston kormánybiztos titkára lett. Az Arad című lap szerkesztője volt, amely egyben a település első újságja is volt.  
A szabadságharc után elfogták, a császári hadbíróság kötél általi halálra ítélte, de kegyelmet kapott és folytatta ügyvédi tevékenységét. Két év múlva (1852 körül) azonban meghalt Aradon.

## Művei
- A Regélő Pesti Divatlapban (1843. II. 13. sz.) jelent meg első verse.
- A Kisfaludy Társaság 1844. január 30-án A korszerű eposz című értekezését megdicsérte és Évlapjaiba (VI. k. 512–538. l.) fölvette;
- Nemzeti naplopók;
- Töredék széptani naplómból;
- 1846. febr. 4-én ugyanott A nagynak és fenségesnek fogalma esztétikai kérdésre írt pályaműve 15 arany jutalomban részesült.
- Következő lapokban jelentek meg költeményei: Életképek, Honderű, győri Hazánk, Pesti Divatlap, Csokonai Lapok és a Losonczi Phönix.
- Szerkesztette és kiadta a legelső aradi politikai lapot 1848. július-szeptember között, Arad címmel, melyből eddig 11 számot ismerünk.

## Emléke
Kiskunhalason nevét utca őrzi.